# Schronisko nad Bramą Będkowską
Schronisko nad Bramą Będkowską – jaskinia w Dolinie Będkowskiej na Wyżynie Krakowsko-Częstochowskiej. Znajduje się w granicach wsi Będkowice w województwie małopolskim, w powiecie krakowskim, w gminie Zabierzów.

## Opis obiektu
Jest to niewielki obiekt jaskiniowy typu schronisko, znajdujący się w Wąwozie Będkowickim – bocznym, orograficznie lewym odgałęzieniu Doliny Będkowskiej. Znajduje się lewych zboczach tego wąwozu, w niewielkiej skałce położonej na północny wschód od skały Sernik widocznej przy dnie wąwozu. Gdy drzewa są w stanie bezlistnym otwór schroniska jest widoczny z żółtego szlaku turystycznego prowadzącego dnem Wąwozu Będkowickiego.
Schronisko ma 3 otwory. Największy jest otwór południowo-zachodni o mniej więcej kolistym kształcie. Znajduje się za nim tunelik o długości około 2m. Na północny zachód wychodzi z niego na skalną półkę drugi otwór, również o okrągłym przekroju. Obydwa mają postać okna skalnego. Trzeci, najmniejszy otwór przebija skałkę i wychodzi po jej północno-wschodniej stronie. Od schroniska prowadzi do niego ciasny i zakleszczający się korytarzyk 2-metrowej długości.
Schronisko powstało w późnojurajskich wapieniach skalistych. Jest w całości widne, suche, przewiewne i poddane wpływom środowiska zewnętrznego. Na jego silnie skorodowanych ścianach są niewielkie, miseczkowate wżery i resztki kotłów wirowych. Nacieków brak, na ścianach rozwijają się glony i paprotniki. Namulisko skąpe, złożone z wapiennego gruzu zmieszanego z iłem. Ze zwierząt obserwowano muchówki i pajęczaki.

## Historia poznania
Schronisko znane było od dawna. Po raz pierwszy opisał go Kazimierz Kowalski w 1946 r. nadając mu nazwę „Schronisko w wąwozie nad Bramą Bętkowską”. Sporządził też jego plan. Opis i plan jaskini zaktualizował Andrzej Górny we wrześniu 2009 r.

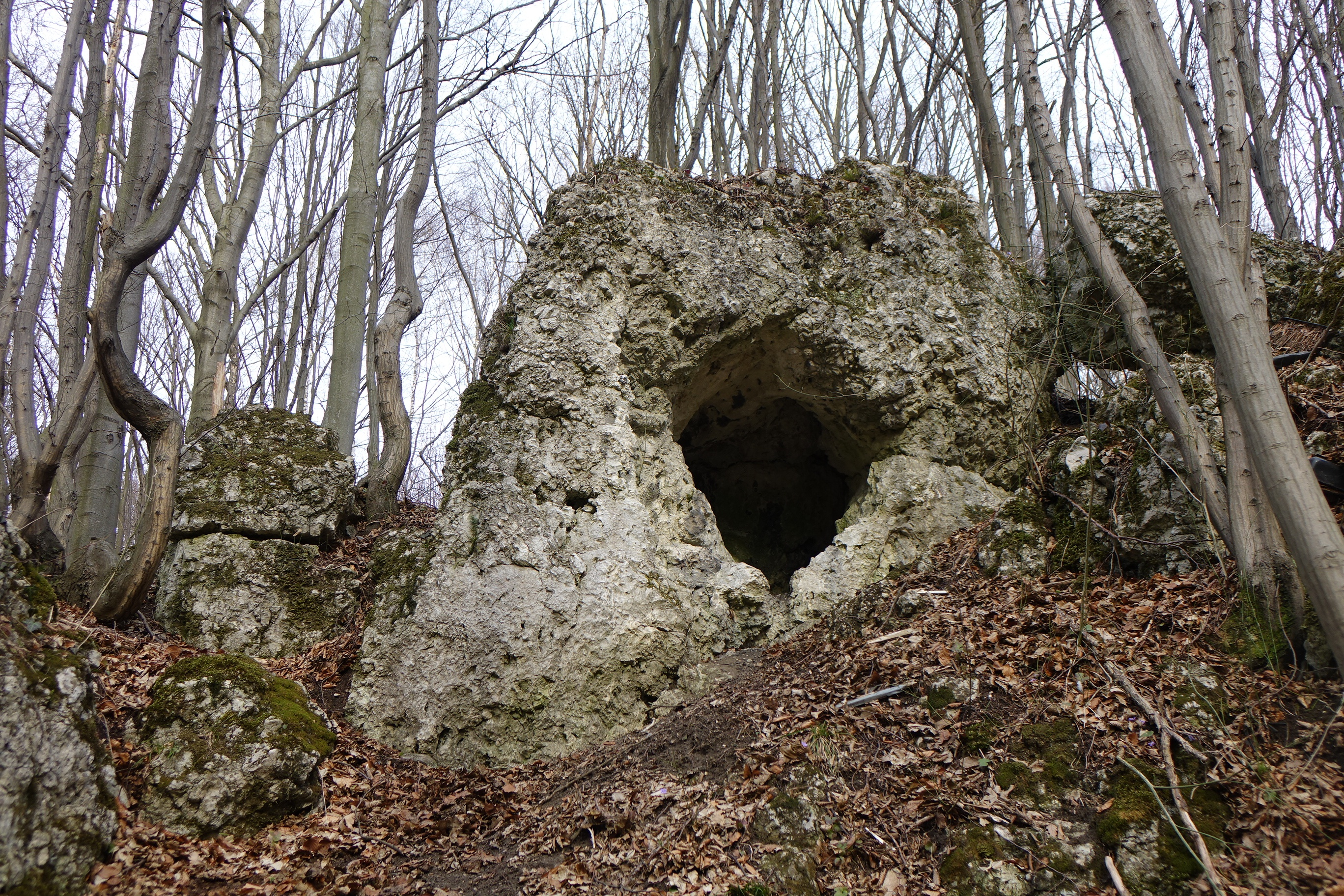
Otwór południowo-zachodni
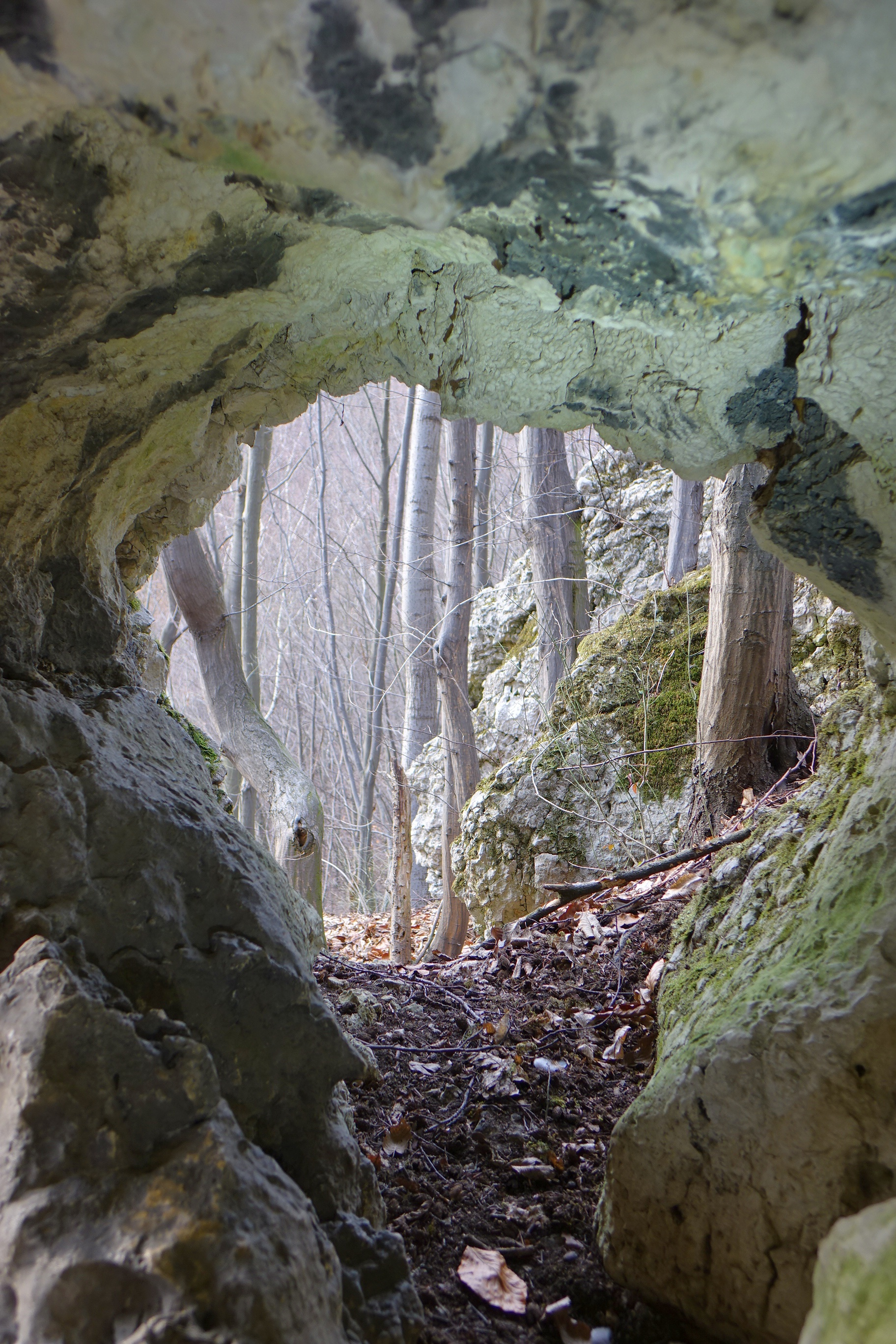
Widok z otworu połudn.-zach.
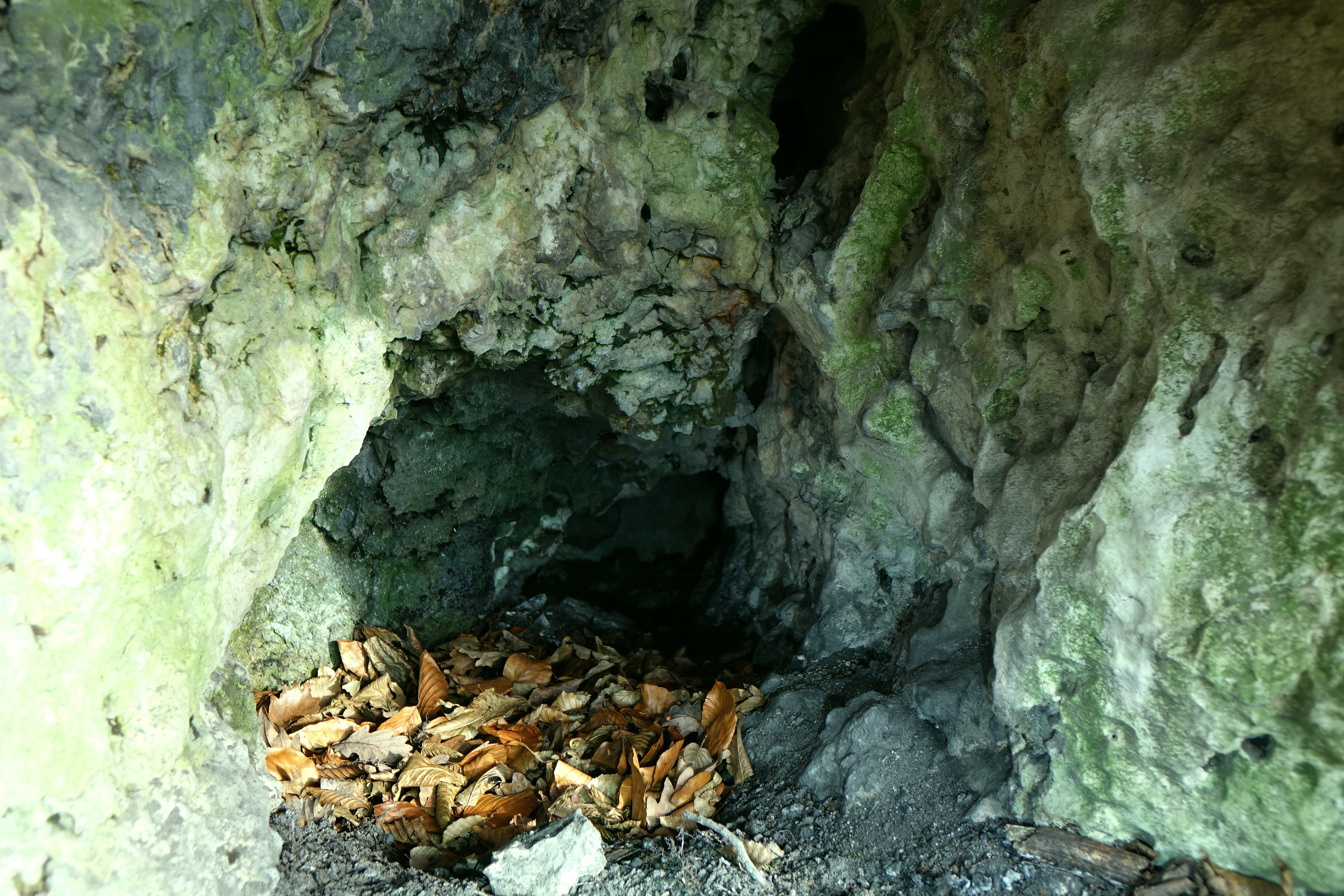
Tunelik
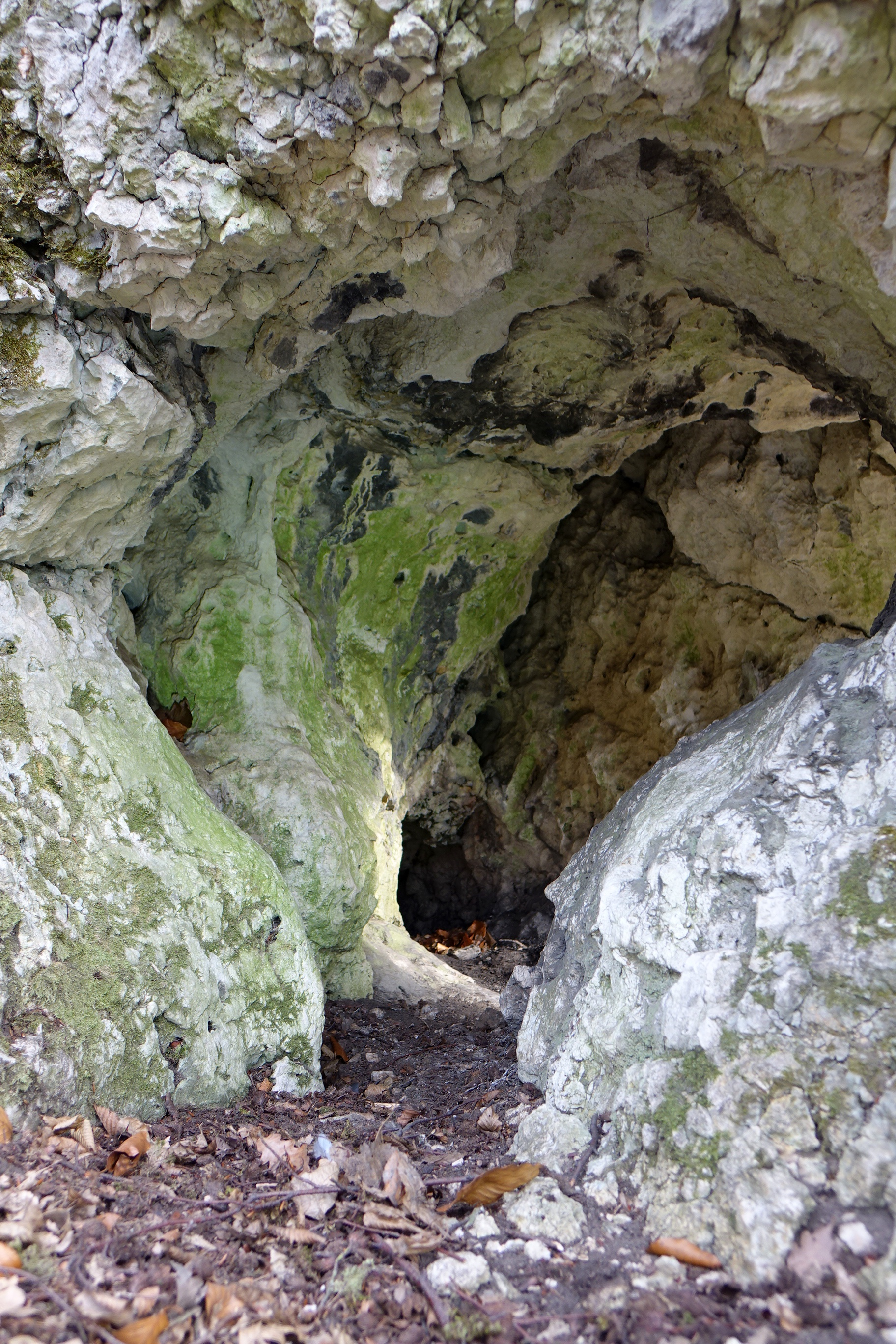
Tunelik
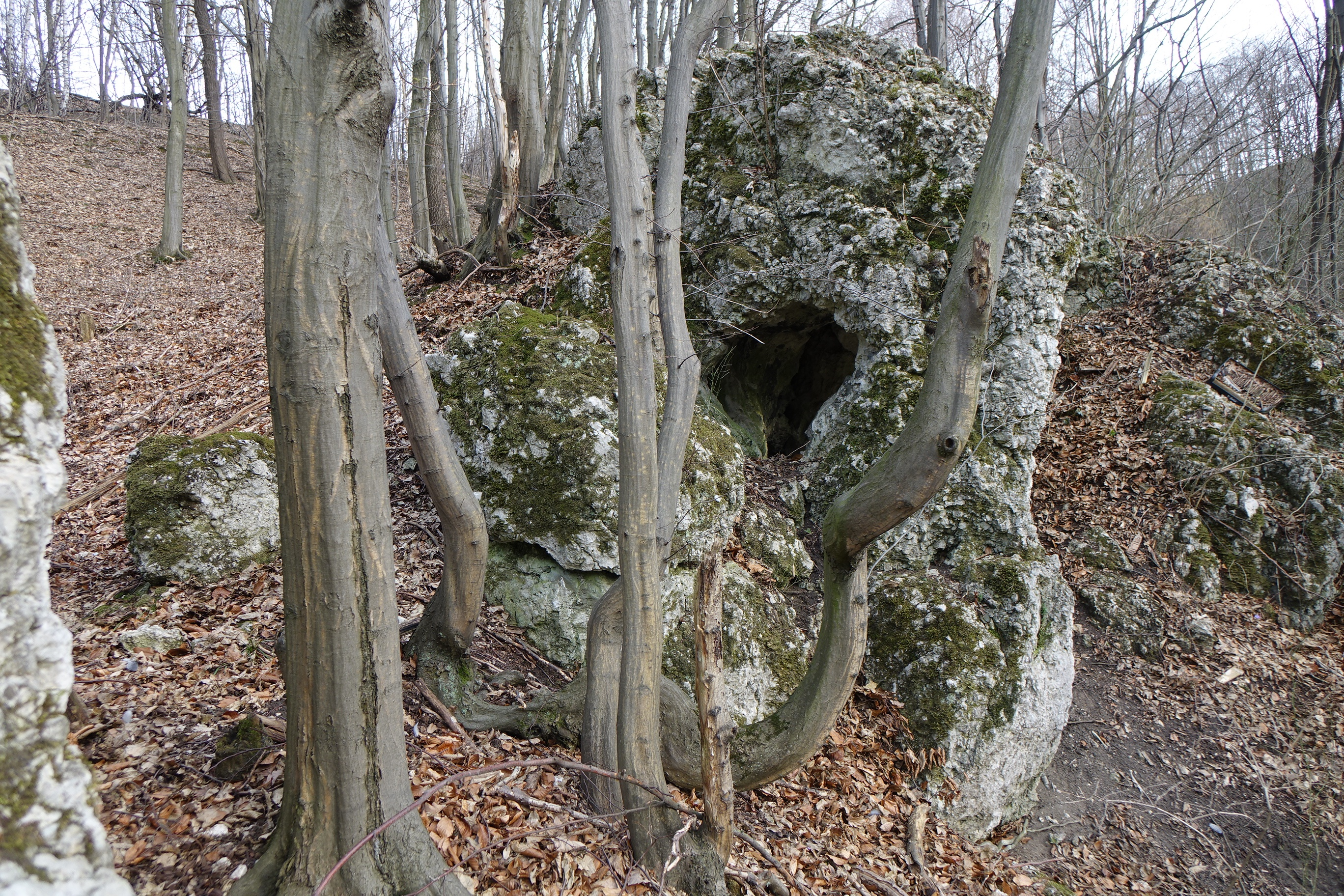
Otwór północno-zachodni